# Parafia św. Bartłomieja w Czernikowie
Parafia Świętego Bartłomieja w Czernikowie – rzymskokatolicka parafia położona we wsi Czernikowo. Administracyjnie należy do diecezji włocławskiej (dekanat czernikowski). 
Odpust parafialny odbywa się we wspomnienie Świętego Bartłomieja – 24 sierpnia.

## Proboszczowie
- od 2020 - ks. kanonik dr hab. Krzysztof Graczyk - dziekan dekanatu czernikowskiego, sędzia sądu kościelnego
- 2007–2020 – ks. kan. dr Piotr Siołkowski, dziekan dekanatu czernikowskiego[1]

## Kościoły
- kościół parafialny: kościół św. Bartłomieja w Czernikowie